# Les guerres silencieuses
Les guerres silencieuses (títol en castellà: Las guerras silenciosas) és un còmic de Jaime Martín publicat el 2013 a França per l'editorial Dupuis. Posteriorment, fou publicat en castellà. L'àlbum està ambientat en els anys 1960, durant el conflicte d'Ifni entre Espanya i el Marroc, i relata les memòries militars del pare de Jaime Martín, que fou enviat a fer el servei militar a Ifni, antiga colònia ubicada al Sàhara espanyol.

## Argument
El còmic és una mescla de relat històric i crònica familiar on apareix el propi Jaime Martín i la seva família. Mitjançant salts intercalats entre el present al passat, Martín recrea les memòries íntimes del seu pare, aleshores un jove soldat al Marroc, i fa també un retrat de la vida civil sota el franquisme dels anys 1960.
La història comença amb un Jaime Martín mancat d'inspiració, que entre dubtes i inquietuds decideix relatar les memòries militars del seu pare, que el 1962 fou enviat durant un any i mig a Ifni, antiga colònia espanyola del Sàhara. Sota miserables condicions de salubritat i manutenció, a la caserna els reclutes són proveïts amb armes obsoletes, pertanyents a la guerra civil, i es veuen confrontats amb una guerra que ignoraven, degut al premeditat silenciament del conflicte bèl·lic per part del règim franquista, que l'havia reduït a una "baralla amb bandits esparracats". Les experiències paternes són combinades amb continus salts al present i, centrant-se sobretot amb la mare de Martín, el còmic retrata també l'Espanya totalitària dels anys 1960, regida per un rígid ordre social sotmès als valors morals de l'Església i del militarisme franquista.

## La gestació del còmic
La idea del còmic va sorgir en els àpats familiars, en els quals el pare de Jaime Martín repetia una vegada i una altra les seves anècdotes de la mili. Però fou llegint el diari de les memòries del seu pare que Martín va comprendre més profundament les penoses circumstàncies sota les quals el seu pare havia passat el servei militar a l'Africa.

## Nominacions
Les guerres silencieuses formà part de la selecció oficial del Festival del Còmic d'Angulema de 2014 i va competir per "Le fauve d'or" (premi al millor àlbum). Un any més tard, el còmic fou nominat al premi a la millor obra al Saló Internacional del Còmic de Barcelona de 2015.